# Martin Conway (Brits politicus)

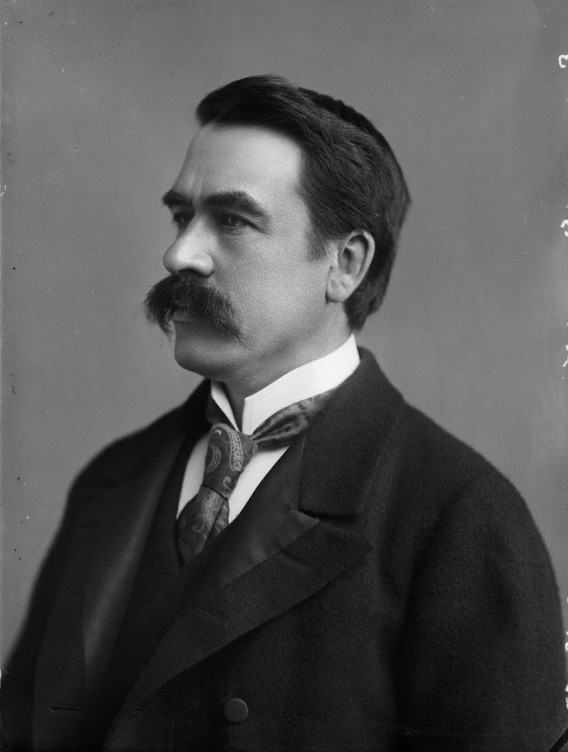
Martin Conway in 1895

William Martin Conway, 1ste baron Conway van Allington (Rochester, 12 april 1856 – Londen, 19 april 1937), van 1895 tot 1931 gekend als Sir Martin Conway, was een Engels politicus en bergbeklimmer. Hij was tevens kunstcriticus en is de auteur van verschillende boeken over kunstzinnige onderwerpen.
- Bibsys: 90974382
- Bibliothèque nationale de France: cb134840586 (data)
- Gemeinsame Normdatei: 117698121
- International Standard Name Identifier: 0000 0001 2145 1909
- Library of Congress Control Number: n50077543
- Nationale Bibliotheek van Tsjechië: mzk2013774317
- Nationale Bibliotheek van Israël: 987007279170605171
- Nederlandse Thesaurus van Auteursnamen: 071546006
- LIBRIS: 291916
- SNAC: w6p27ngh
- Système universitaire de documentation: 033890536
- Trove: 869289
- Union List of Artist Names: 500186612
- Virtual International Authority File: 100215650
- WorldCat: E39PBJfWWPTHPjjTtb4dyJBtrq